# Edvin Lindh
Edvin Lindh, né le 24 mai 2000, est un coureur cycliste suédois. Spécialiste de VTT et notamment de cross-country eliminator, il est champion du monde de la discipline en 2025. 

## Biographie
Edvin Lindh grandit à Härnösand, avec ses frères Axel et Vilgot, qui pratiquent également le cyclisme. En 2015, il gagne les championnats de Suède de cross-country eliminator dans sa catégorie d'âge et participe à la Coupe du monde dans cette discipline dès 2017, à seulement 17 ans. Parallèlement à la compétition, il suit des études en sciences de la santé et du sport à l'Université de Dalécarlie à Falun. 
En 2019, il devient pour la première fois champion de Suède de cross-country eliminator. En 2022, il conserve son titre en battant son frère aîné Axel. Quelques mois plus tard, son frère jumeau Vilgot meurt subitement d'une malformation cardiaque héréditaire. Edvin doit alors subit des examens médicaux, mais peut continuer à pratiquer ce sport,. 
En 2024, il intensifie ses activités sportives, soutenu par une bourse de la Confédération suédoise des sports. Il remporte deux manches et le classement général de la Coupe du monde de cross-country eliminator 2024. L'année suivante, il est sacré champion du monde.

## Palmarès en VTT

### Championnats du monde
- Sakarya 2025
  -  Champion du monde de cross-country eliminator

### Coupe du monde
- Coupe du monde de cross-country eliminator : 1
  - 2022 : 9e du classement général
  - 2024 : 1er du classement général, vainqueur de deux manches

### Championnats de Suède
- 2019
  -  Champion de Suède de cross-country eliminator
- 2021
  -  Champion de Suède de cross-country eliminator
- 2022
  -  Champion de Suède de cross-country eliminator
- 2024
  -  Champion de Suède de cross-country eliminator